# Makov
Makov je naseljeno mjesto u okrugu Čadca u Žilinskom kraju u Slovačkoj.

## Stanovništvo
| Godina:     | 1993. | 2003.   | 2013.   | 2023.   |
| ----------- | ----- | ------- | ------- | ------- |
| Broj ljudi: | 1980  | 1910    | 1780    | 1678    |
| Razlika:    |       | -3,53 % | -6,80 % | -5,73 % |

| Godina:     | 2022. | 2023.   |
| ----------- | ----- | ------- |
| Broj ljudi: | 1688  | 1678    |
| Razlika:    |       | -0,59 % |

Prema podatcima o broju stanovnika iz 2023. godine naselje je imalo 1678 stanovnika.

## Vanjske poveznice
|  | Zajednički poslužitelj ima još gradiva o temi Makov |

- Službena stranica naselja (sl.)